# 신흥학원 (신한대학교)
학교법인 신흥학원(學校法人 新興學園)은 신한대학교를 중심으로 하는 대한민국의 학교법인이다. 1960년 1월 14일 학교 법인이 설립되었으며, 같은 해 신흥고등학교를 설립하였다.

## 구성

### 신한대학교
신한대학교는 경기도에 캠퍼스를 두고 있는 일반 대학이다. 동일 재단의 신흥대학교와 한북대학교가 2013년에 통합하여 구성되었다. 6개의 단과대학과 4개의 대학원을 설치하고 있다.

### 신흥고등학교
신흥고등학교는 경기도에 위치한 일반계 남자 고등학교이다. 법인이 설립된 1960년 설치된 신흥농업고등학교가 모태이다.

### 신흥중학교
신흥중학교는 경기도에 위치한 중학교이다. 1961년 설립되었다.

### 신흥유치원
신흥유치원은 경기도에 위치한 유치원이다.

## 폐지

### 신흥여자상업고등학교
신흥여자상업고등학교는 법인에서 1967년 설립한 경기도의 실업계 여자 고등학교였다. 1974년에 학교법인 보영학원으로 소속을 변경하고, 일반계 여자 고등학교인 보영여자고등학교로 그 성격을 변경하였다. 2023년에 남녀공학으로 전환되면서 한빛누리고등학교로 이름을 바꿨다.

### 신흥여자중학교
신흥여자중학교는 법인에서 1967년 설립한 경기도의 여자 중학교였다. 1974년 학교법인 보영학원으로 소속을 변경하고, 보영여자중학교로 교명을 변경하였다. 2023년에 남녀공학으로 전환되면서 한빛누리중학교로 이름을 바꿨다.

## 연혁
- 1957년 신흥농축기술학교 개교
- 1960년 재단법인 신흥학원 설립
- 1960년 신흥농업고등학교 (현 신흥고등학교) 설립 인가, 개교
- 1960년 초대 이사장 강신경 목사 취임
- 1961년 신흥중학교 설립 인가
- 1962년 신흥농업고등학교, 신흥실업고등학교로 개편 인가
- 1966년 학교법인 신흥학원 정관 변경
- 1967년 신흥여자중학교 및 신흥여자상업고등학교 설립 인가
- 1971년 신흥보건전문학교 (현 신흥대학) 설립 인가
- 1972년 신흥보건전문학교 개교
- 1974년 신흥여자중학교 및 신흥여자상업고등학교가 각각 보영여자중학교, 보영여자고등학교로 교명 변경 및 학교법인 보영학원 설립 인가 및 학교법인 변경.
- 1984년 신흥실업고등학교, 신흥고등학교로 교명 변경
- 1988년 신흥전문대학으로 교명 변경
- 1988년 신흥고등학교 개편 인가(인문계 12학급)
- 1998년 신흥대학으로 교명 변경
- 2002년 제4대 이사장 강성종 취임
- 2014년 신흥대학교와 한북대학교가 신한대학교로 통합

## 사건
2010년 신흥학원의 이사장 강성종이 교비 횡령을 직접 지시한 사실이 드러났다. 강성종은 2003년(취임당시)부터 학원의 사무국장이였던 박아무개와 공모해 공사비를 부풀리는 수법으로 총 81억원 규모의 교비를 횡령했다.
대법원은 강성종 의원에 대해 징역 2년 6개월에 집행유예 4년을 선고한 원심을 확정했으며, 교비 횡령에 가담한 사무국장 박은 2심에서 징역 2년과 집행유예 3년을 선고받았다.
2012년 5월 11일 당시 민주통합당 의원이였던 강성종은 형이 확정됨에 따라 18대 국회의원직을 박탈당했다.